# Gud vet vad jag heter
Gud vet vad jag heter är en sång skriven 1975 av Göte Strandsjö om tryggheten i att Gud känner oss och alltid är nära. Texten består av tre korta strofer ("Gud vet vad jag heter", "Gud hör när jag sjunger", "Gud glömmer oss aldrig"). Innehållet påminner om Psaltarpsalm 139:1-5.
Melodi är skriven 1975 av Göte Strandsjö (F-dur, 4/4). Alternativ melodi av Gullan Bornemark (G-dur, 4/4).

## Publicerad i
- Herren Lever 1977 som nummer 904 (Strandsjö) under rubriken "Att leva av tro - Tro - trygghet".[2]
- 1986 års Cecilia-psalmbok, med Strandsjös melodi, under rubriken "Förtröstan - trygghet".
- Psalmer och Sånger 1987 som nummer 621 (Strandsjö) under rubriken "Att leva av tro - Förtröstan - trygghet".[3]
- Segertoner 1988 som nummer 629 under rubriken "Tillsammans i världen - Tillsammans med barnen".[1]
- Frälsningsarméns sångbok 1990 som nummer 545 under rubriken "Erfarenhet och vittnesbörd".
- Kyrksång 2001 som nummer 187, med Bornemarks melodi, under rubriken "Ensam sjuk ledsen".